# Cotulades abnormis
Cotulades abnormis es una especie de coleóptero de la familia Zopheridae.

## Distribución geográfica
Habita en el sur de (Australia).